# Тирлянский
Тирля́нский (Тирля́н) (баш. Тирлән) — село в Белорецком районе Башкортостана России, центр и единственный населённый пункт Тирлянского сельсовета. До 17 декабря 2004 года имело статус рабочего посёлка в составе г. Белорецка.

## История
Изначально на месте Тирлянского строился Белорецкий завод. На эти земли было выдано разрешение Твердышевым Берг-коллегией, однако речка Тирлян оказалась маловодной и заводчикам в срочном порядке пришлось переносить строительство на новое место.
В «Материалах по истории Башкирской АССР» (Т. 4. Ч. 2. С. 183-187) в документе за 1759 года речь идет о разрешении И. Б. Твердышеву и И. С. Мясникову строить железоделательный завод при речке Кураке (Куряклы), притоке реки Сим. В ведомости за 1761 год отмечено: «Тирлянский железный завод. Строится вновь по указу государственной Берг-коллегии 1759 года в Катайской волости на реке Тирляне на покупной у башкирцов земле. И оной завод ещё не в действии, затем что ещё не построен». В документе за 18 июля 1762 года заводчики уже просят о переносе строящегося завода с реки Тирлян (а не с реки Курака) на Белую реку. Берг-коллегия разрешила его перенести и определила «тот завод вместо Тирлянского именовать Белорецким».
Посёлок Тирлянский вновь основан с началом строительства вспомогательного молотового завода на реке Тирлян в 1801 г. Основала Тирлянский завод заводчица Дарья Пашкова (Мясникова). На четырех молотах с 1803 г. перековывали в железо чугун, доставляемый с Белорецкого завода. На заводе трудились крестьяне села Березовка, расположенной в двух верстах от него. В 1795 г. в селе было 243 двора, где проживало 1125 крестьян. В 1866 г. в Тирляне вместе с с. Березовка насчитывалось 1699 мужчин и 1856 женщин, 1520 домов. Тирлянский долгое время оставался вспомогательным производством.
В 1908 году немецкой фирмой «Вогау и К» было начато строительство узкоколейной железной дороги от станции Запрудовка, расположенной вблизи Катав-Ивановского завода через Тирлян до Белорецкого завода. 6 августа 1912 года была открыта первая ветка высокогорной узкоколейки длиной в 110 километров Катав-Ивановск — Тирлян. Второй участок пути от Тирляна до Белорецка длиной 35 километров был построен в 1913 году.
В 1960 году в Белорецк прошла железная дорога Белорецк — Магнитогорск, старый узкоколейный путь стал использоваться всё реже. 1 ноября 1967 года перевозка грузов по БУЖД была прекращена окончательно. В связи с нерентабельностью и высокими затратами на содержание пути, ликвидирован участок узкоколейной железной дороги между Верхнеаршинским и Верхним Катавом. После постройки асфальтированной дороги в 2001 году между Тирляном и Белорецком, с 20 мая 2002 года было закрыто движение пассажирских поездов Белорецк — Тирлян. К осени 2003 года был разобран участок узкоколейной железной дороги между Тирляном и Верхнеаршинским. По состоянию на конец 2003 года на узкоколейной линии от Белорецка до Тирляна было нерегулярное движение, в основном, вывоз из Тирляна подвижного состава на металлолом. Периодически из Белорецка в Тирлян также доставлялся мазут для котельной. Последний участок Белорецкой узкоколейной железной дороги от Белорецка до Катайки был разобран весной-летом 2007 года.
В период со 2 июня 1940 года по 17 декабря 2004 года рабочий посёлок Тирлянский находился в подчинении Белорецкого городского совета депутатов на основании указа Президиума Верховного Совета РСФСР «О подчинении в административно-хозяйственном отношении исполкому Белорецкого городского совета депутатов трудящихся БАССР» от 02.06.1940 г.
С 2004 года имеет статус села и является центром одноимённого сельсовета.

## Население
| 1959   | 1970    | 1975    | 1979  | 1989  | 2002  | 2009  |
| ------ | ------- | ------- | ----- | ----- | ----- | ----- |
| 14 034 | ↘12 017 | ↘11 200 | ↘8948 | ↘8066 | ↘5747 | ↘5257 |
| 2010   | 2012    | 2013    | 2014  | 2015  | 2016  | 2017  |
| ↘4427  | ↘4357   | ↘4296   | ↘4232 | ↘4218 | ↘4142 | ↘4062 |
| 2021   |         |         |       |       |       |       |
| ↗4094  |         |         |       |       |       |       |

Согласно переписи 2020 года, преобладающая национальность — русские (82,1 %), башкиры (15,1 %).

## Географическое положение
Находится в месте впадения реки Тирлян в реку Белую.
Расстояние до:
- районного центра (Белорецк): 33 км,
- ближайшей ж.-д. станции (Белорецк): 41 км,
- города Магнитогорска: 120 км.

## Известные уроженцы
- Губин Евгений Иванович (1923 — 1991) — лётчик Великой Отечественной войны, Герой Советского Союза.
- Оглоблин, Иван Васильевич (1921 — 2011) — лётчик Великой Отечественной войны, Герой Советского Союза.
- Полуэктов, Степан Михайлович (1918 — 1945) — участник Великой Отечественной войны, Герой Советского Союза.

## Достопримечательности

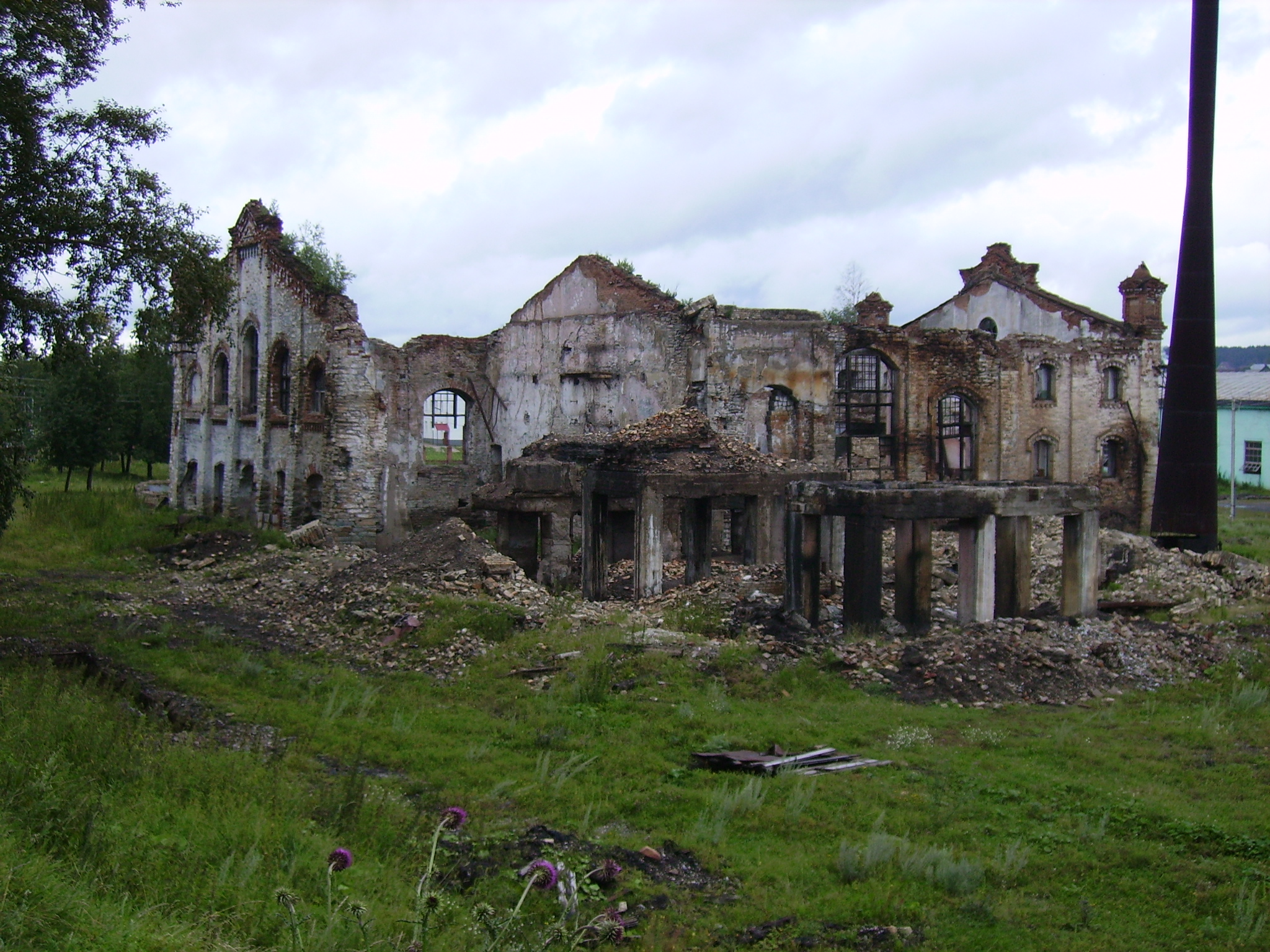
Руины, оставшиеся от Тирлянского завода, смытого наводнением в 1994 году.

Клуб, библиотека и музей, расположенные в одном здании. В соседнем помещении находился районный дом культуры.
Центральный парк. В центре парка, в зоне отдыха и проведений праздников стоит скульптура листопрокатчика. Рядом с парком находится небольшая мечеть. Также на территории парка находится памятник В. И. Ленину.
Вокзал и узкоколейная железная дорога. Железную дорогу разобрали в 2007 году.
Недостроенное здание церкви, которое после 1917 года было преобразовано в клуб. Клуб работал до начала XXI века
Здание пожарной станции.
Храм иконы Божией Матери «Неопалимая Купина».
Маховик для листопрокатного стана Тирлянского завода — визитная карточка Тирлянского. Маховик установлен в 1915 году. Вес обода 74 710 кг. Вес ступиц и спиц 25 710 кг. Вес вала 19 580 кг. Общий вес 120 000 кг. Рядом с маховиком оборудован мини-парк, где находится памятник металлургу и слиток железной руды.
В центре поселка, рядом с прудом, расположено разрушенное задание заводоуправления. После наводнения 1994 года здание оставлено в полуразрушенном состоянии.

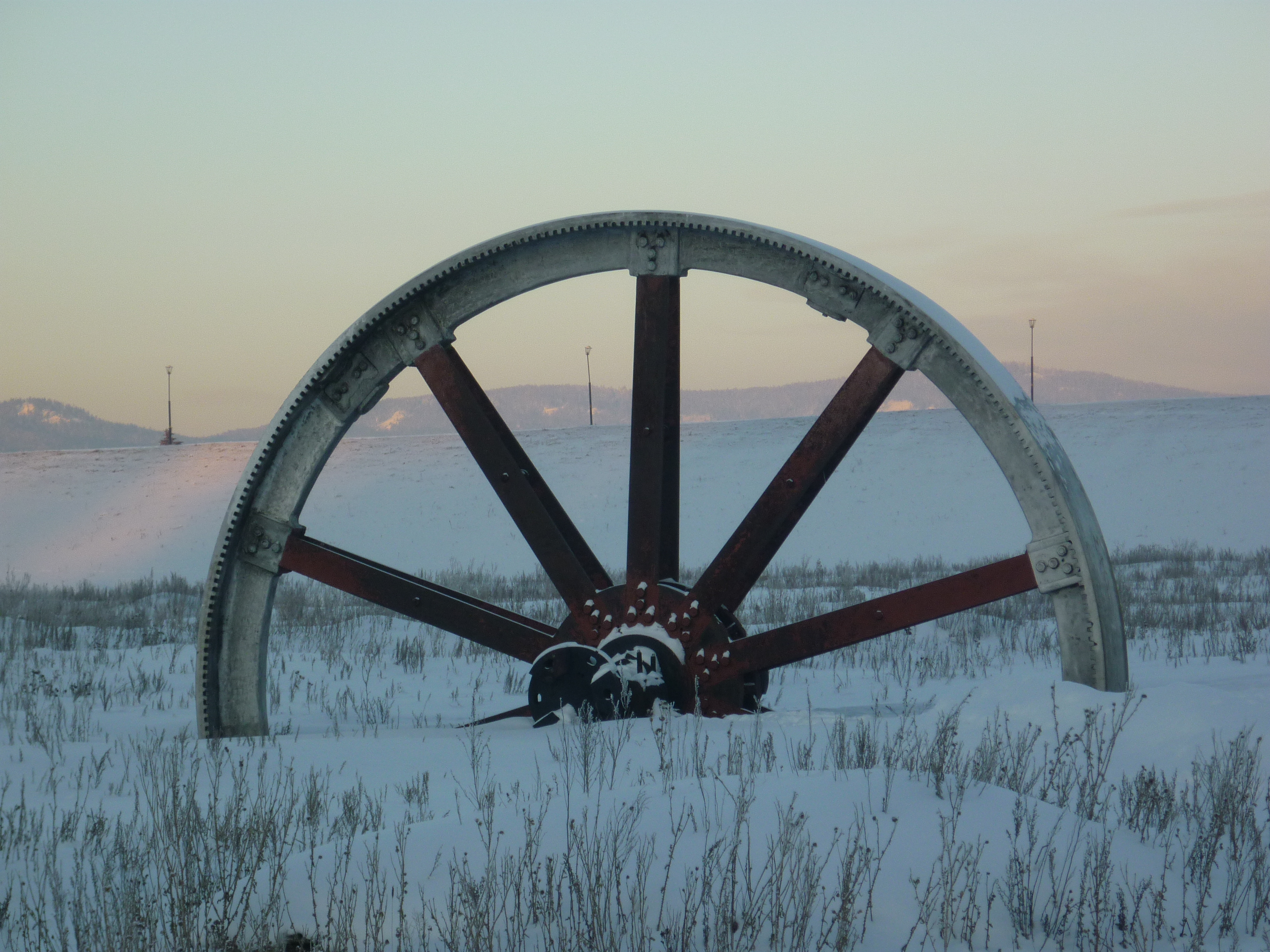
Рядом с руинами завода стоит огромное железное колесо со спицами.

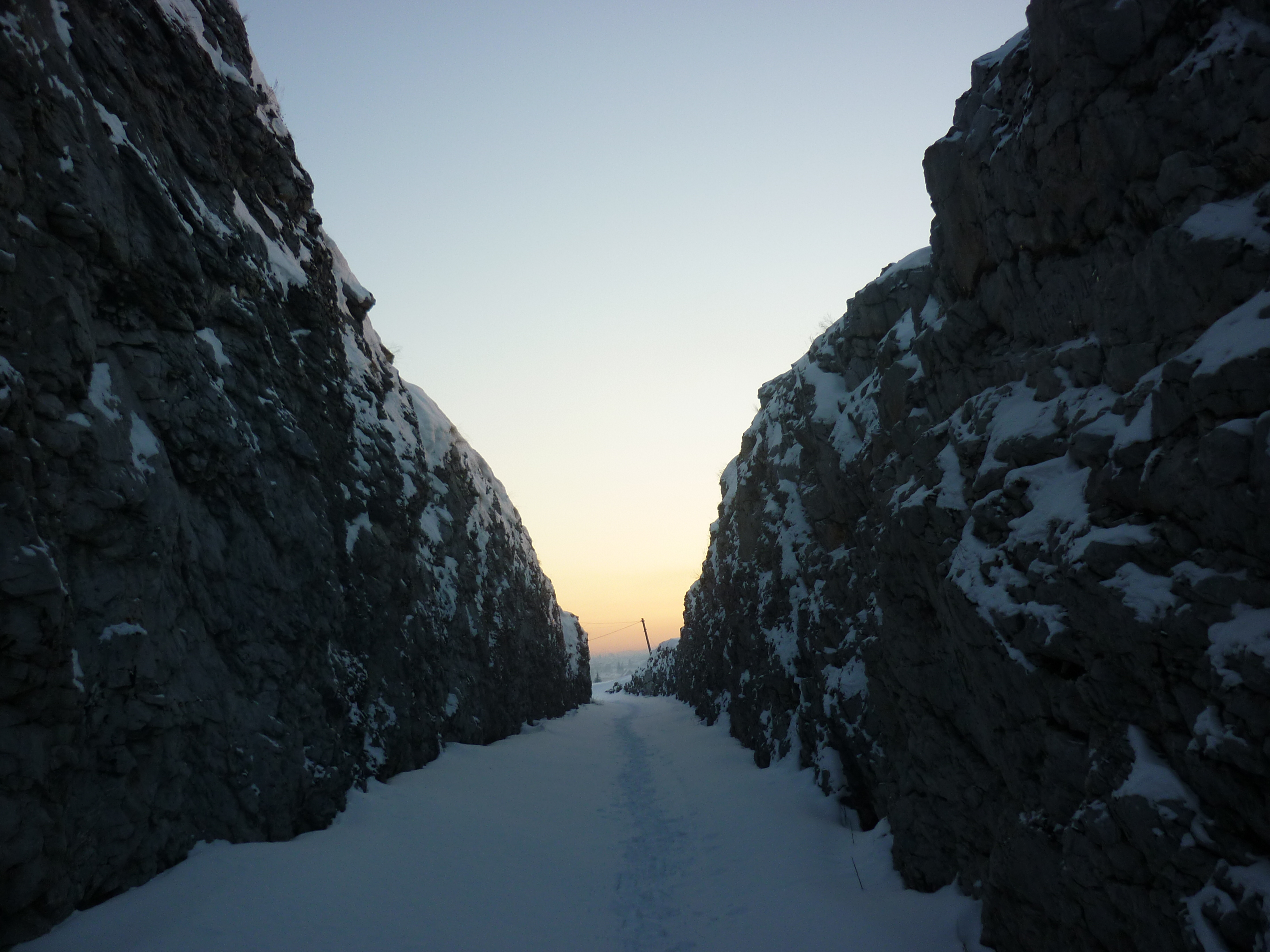
Выемка в скальных породах, проложенная под БУЖД.

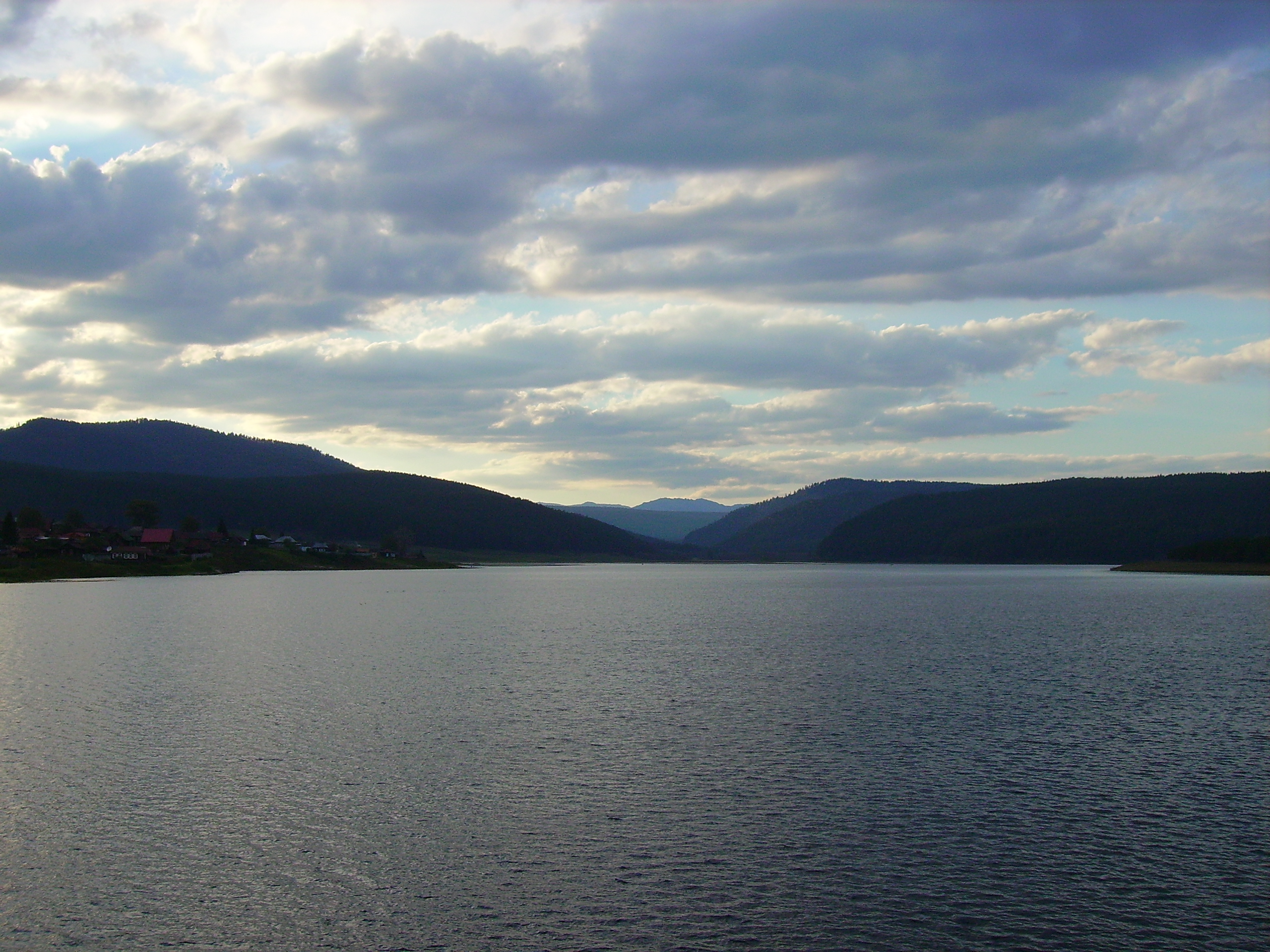
Вид на Тирлянский пруд со стороны выемки.

Мезонины.
Страховые доски на домах.
Кирпичные строения.
Гора Марюткин камень.
Выемка в скале.

## Транспорт
В село из Белорецка можно добраться по автомобильной дороге несколькими способами:
- на частном такси по наполняемости автомашины (4 человека) ежедневно с 8 до 18 часов от школы № 1 в Белорецке до автостанции Тирляна и обратно.
- на автобусах металлургического комбината.
- на официальных такси Белорецка.

## Связь и телевидение
На территории села работают вышки сотовых операторов: «Билайн», «Мегафон», «МТС».
Введен в эксплуатацию передатчик цифрового эфирного телевещания: на частоте 514 МГц (25 ТВК) идет трансляция пакета РТРС-1 («Первый канал», «Россия 1», «Матч ТВ», «Россия К», «Россия 24», «НТВ», «Пятый канал», «Карусель», «ТВЦ», «ОТР»). Завершён монтаж оборудования для передачи на частоте 674 МГц (46 ТВК) пакета РТРС-2 («Рен-ТВ», «СТС», «Домашний», «Спас», «ТВ-3», «Пятница», «Звезда», «Мир», «ТНТ», «МузТВ»). Передатчик установлен в восточной части села на горе, около пожарной вышки.
Аналоговое телевизионное вещание ведётся с телевизионной вышки города Белорецка (30 км).

## Религия
В селе есть православная церковь иконы Божией Матери Неопалимая Купина и мечеть Нурмухаммед